# ضفيرة

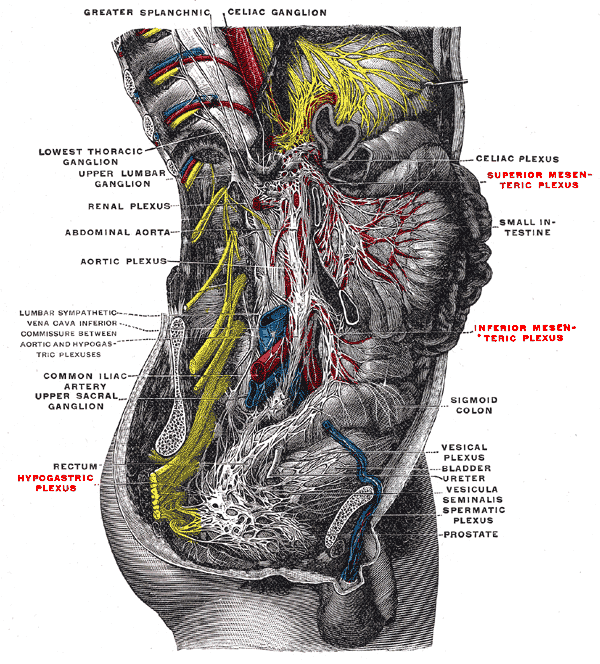

الضفيرة هي شبكةٌ متفرعةٌ من الأوعية أو الأعصاب. قد تكون أوعية دموية (أوردة وشعيرات) أو أوعية لمفية، أما الأعصاب فتكون محاور عصبية خارج الجهاز العصبي المركزي.

## الضفائر
- الضفائر العصبية

تُوجد أربع ضفائر عصبية أساسية، وهي الضفيرة العنقية والضفيرة العضدية والضفيرة القطنية والضفيرة العجزية.
- الضفائر المشيموية

تُعد الضفائر المشيموية جزءًا من الجهاز العصبي المركزي في الدماغ، وتتكون من الشعيرات والبطينات والخلايا العصابية.
- ضفيرة وريدية
- ضفيرة قلبية
- ضفيرة بطنية

## في اللافقاريات
تُعد الضفيرة شكلًا مميزًا من الجهاز العصبي في شعاعيات التماثل، وتستمر مع تغيراتٍ في الديدان المسطحة. تأخذ أعصاب شوكيات الجلد المتناظرة شعاعيًا هذا الشكل أيضًا، حيث تكمن الضفيرة في الأديم الظاهر لهذه الحيوانات، كما تُشكل الخلايا العصبية الأخرى ضفائرًا محدودة في مناطق أعمق في الجسم.

## التسمية
تُسمى (بالإنجليزية: Plexus)‏، وأصلًا من اللاتينية حيث تعني (braid)، وتجمع وفقًا للجميع القياسي على (plexuses). أما في اللغة العربية، فتعني ضَفيرَة وجمعها ضَفائِر، أو جَديلة وجمعها جدائل، وتذكر مصادر أُخرى تسمياتٍ أقل شيوعًا مثل شَبَكة وشِباكٌ.